# Run Rabbit Run
Run Rabbit Run es una película australiana de terror psicológico de 2023 dirigida por Daina Reid y escrita por Hannah Kent. Está protagonizada por Sarah Snook, Lily LaTorre, Damon Herriman y Greta Scacchi. La película se estrenó en el Festival de Cine de Sundance el 19 de enero de 2023 y se estrenó en Netflix el 28 de junio de 2023.

## Reparto
- Sarah Snook como Sarah
- Lily LaTorre como Mia
- Damon Herriman como Peter
- Greta Scacchi como Joan

## Producción
La autora australiana Hannah Kent había estado pensando en escribir una novela basada en una historia real sobre un niño escocés que recordaba una vida pasada, y comenzó a investigar incidentes similares. Cuando las productoras de cine Anna McLeish y Sarah Shaw, de Carver Films, le preguntaron si tenía alguna idea para un guion, sugirió usar esa trama como una especie de drama psicológico. Kent estaba interesado en imaginar "cómo sería ser padre de este niño... en la madre y la alienación que sentiría cuando un niño no la quisiera". La película se desarrolló más tarde en el género de terror.
En junio de 2020, Elisabeth Moss se unió al proyecto con la dirección de XYZ Films y Daina Reid. STXfilms distribuiría la película. Moss había trabajado previamente con Reid en la serie de televisión El cuento de la criada. En diciembre de 2021, se anunció que Snook estaba a bordo del proyecto después de que Moss tuvo que retirarse debido a problemas de programación ya que STXfilms ya no estaba involucrado en la película. Al mes siguiente, se agregaron al elenco Damon Herriman y Greta Scacchi, y el rodaje comenzó en la misma semana.
La fotografía principal tuvo lugar en Waikerie, en la región de Riverland en Australia Meridional, y Melbourne, Victoria. La película fue producida por Anna McLeish y Sarah Shaw para Carver Films. XYZ Films cofinanció la película y también se encargó de las ventas en todo el mundo, con financiación adicional de Screen Australia, South Australian Film Corporation, VicScreen y Filmology Finance.

## Estreno
Run Rabbit Run se estrenó en el Festival de Cine de Sundance el 19 de enero de 2023. La película se estrenó en Netflix el 28 de junio de 2023 en los Estados Unidos, Australia, el Reino Unido y otros territorios.